# 3171 Wangshouguan
3171 Wangshouguan è un asteroide della fascia principale. Scoperto nel 1979, presenta un'orbita caratterizzata da un semiasse maggiore pari a 3,1849510 UA e da un'eccentricità di 0,1385746, inclinata di 11,39606° rispetto all'eclittica.
L'asteroide è dedicato all'astronomo cinese Wang Shouguan, presidente onorario della società astronomica cinese e grande amico degli scopritori.